# Brocchinia reducta
Brocchinia reducta is een vleesetende bromelia. De plant is inheems in Brazilië, Colombia, Guyana en het zuiden van Venezuela. Ze groeit in oligotrofe (voedselarme) grond of op rotsen in een verscheidenheid aan habitats.
Net als veel andere bromelia's vormen de elkaar overlappende bladeren van Brocchinia reducta een waterdichte beker (phytotelma). Aan de binnenzijde van deze beker zijn de bladeren bedekt met wasachtige schubben die ultraviolet licht weerkaatsen. Hiermee worden diverse insectensoorten aangetrokken. Het water in de beker verspreidt bovendien een zoete geur, waarmee onder andere mieren worden gelokt. Insecten die over de wasachtige schubben lopen glijden makkelijk uit en verdrinken in de vangbeker.
Brocchinia reducta produceert fosfatase en mogelijk ook andere enzymen voor de vertering van haar prooidieren. Ook dragen diverse bacteriën bij aan de afbraak van het dierlijk weefsel. De voedingsstoffen worden opgenomen door haartjes op het bladoppervlak.